# Rheochorema magellanicum
Rheochorema magellanicum is een schietmot uit de
familie Hydrobiosidae. De soort komt voor in het Neotropisch gebied.